# دوون مورای
دوون مایکل مورای (به انگلیسی: Devon Michael Murray) متولد:۲۸ اکتبر ۱۹۸۸ یک بازیگر ایرلندی است که با بازی در نقش سیموس فینیگان در مجموعه فیلمهای هری پاتر به شهرت رسید.

## دوران کودکی و نوجوانی
دوون در کانتی کیلدار، ایرلند زاده شد. پدرش مایکل مورای و مادرش فیدلا مورای نام دارد.او قبل از بازیگری به مدرسه بازیگری بیلی باری پیوست.پس از آن به مرکز هنرهای بین‌المللی فرستاده شد.

## علایق شخصی
دوون یک سوارکار حرفه‌ای نیز است که در چندین مسابقه مدالهایی نیز گرفته است.او به رقص علاقه‌مند است و معمولاً موسیقی رپ ایرلندی گوش می‌کند.دوون یک کاتولیک رومی است.

## دوران کاری
مورای در سال ۱۹۹۳ اولین فیلمش را با نام این پدر من است در نقش کریستی بازی کرد.شش سال بعد او در فیلم گنجشکهای آنجلا در نقش میدل مالاچی بازی کرد.و یک سال بعد در فیلم کودکان دیروز بازی کرد.
بزرگترین گام او در سینما بازی در نقش سیموس فینیگان در مجموعه‌های هری پاتر است.

## فیلم‌شناسی
| سال  | فیلم                      | نقش           |
| ---- | ------------------------- | ------------- |
| ۱۹۹۳ | این پدر من است            | کریستی        |
| ۱۹۹۹ | گنجشکهای آنجلا            | میدل مالاچی   |
| ۲۰۰۰ | کودکان دیروز              | جفری جوان     |
| ۲۰۰۱ | هری پاتر و سنگ جادو       | سیموس فینیگان |
| ۲۰۰۲ | هری پاتر و تالار اسرار    | سیموس فینیگان |
| ۲۰۰۴ | هری پاتر و زندانی آزکابان | سیموس فینیگان |
| ۲۰۰۵ | هری پاتر و جام آتش        | سیموس فینیگان |
| ۲۰۰۷ | هری پاتر و محفل ققنوس     | سیموس فینیگان |
| ۲۰۰۸ | هری پاتر و شاهزاده دورگه  | سیموس فینیگان |